# Хонсанъо
Хонсанъо (кор. 홍상어 어뢰, Hongsang-eo oroe, Hongsangŏ ŏrwa, Хонсанъо орва, буквально торпеда Красная акула, также именуемая, как K-ASROC) — южнокорейская противолодочная ракета вертикального старта разрабатывалась и испытывалась при участии Сеульского университета науки и технологии, южнокорейского Агентства по оборонным разработкам и ВМС Республики Корея.
Создавалась южнокорейским предприятием LIG Nex1. Разработка велась около 9 лет и была завершена в июне 2009 года. При этом в разработку ракеты государство вложило около 80 миллионов долларов.

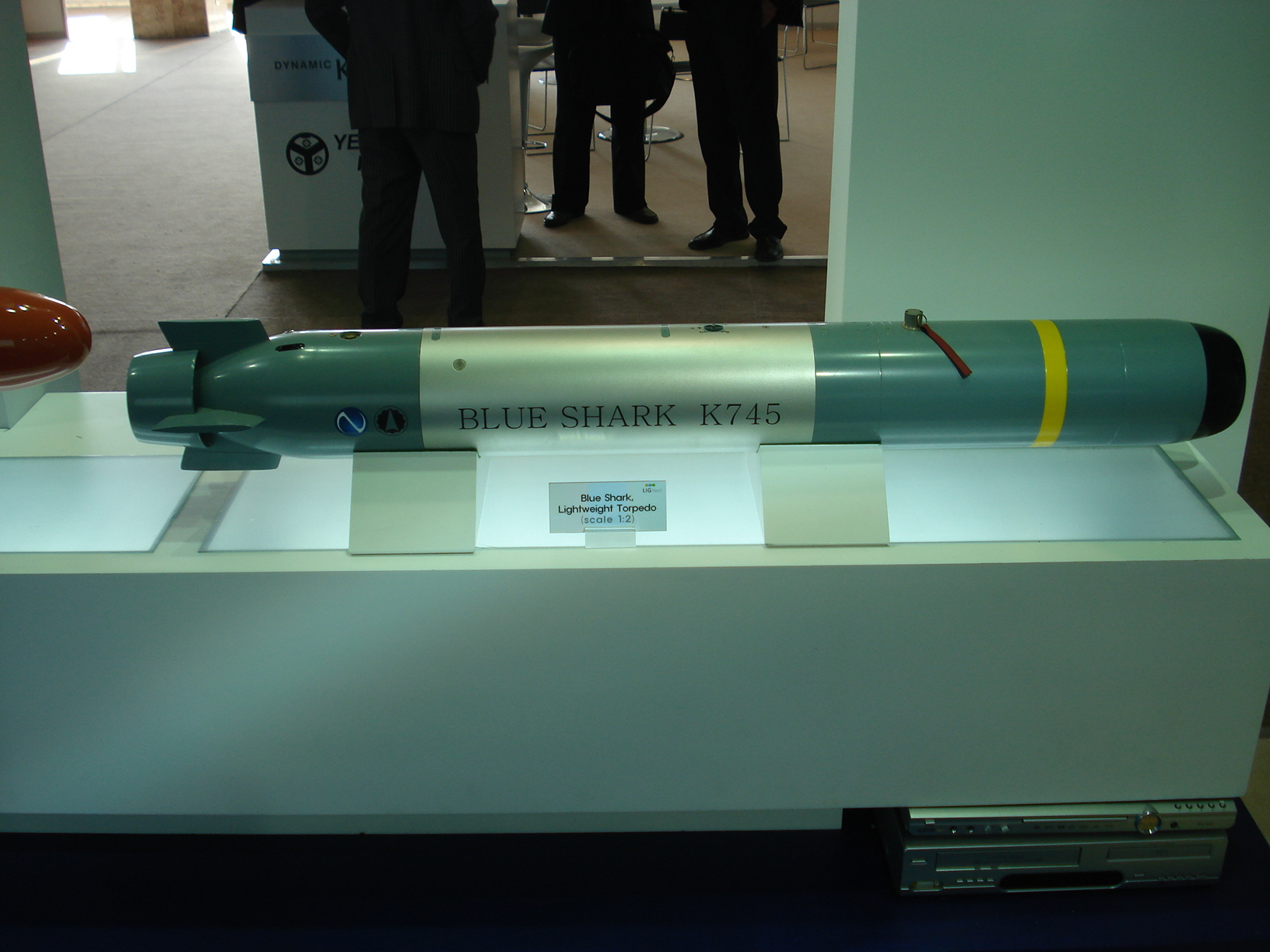
Малогабаритная торпеда K745 Чхунсанъо (Голубая акула) используемая в качестве БЧ на Хонсанъо. IDEF 2007

Ракета имеет дальность пуска 19 километров и в качестве БЧ несёт малогабаритную торпеду K745 Чхунсанъо (Голубая акула) выбрасываемую на парашюте в районе предполагаемой цели. После приводнения Голубая акула осуществляет поиск цели. Современные системы самонаведения дают ракете большую точность.

## Тактико-технические характеристики
- Дальность пуска: 19 км
- Масса: 820 кг
- Длина: 5,7 м
- Диаметр: 0,38 м
- Тип БЧ: торпеда K745 Чхунсанъо (Голубая акула)
  - Дальность действия торпеды: до 12 км
  - Скорость хода торпеды: 45+ узлов (~83 км/ч)

## Производство
Южнокорейская администрация программ оборонных закупок (DAPA) опубликовала следующий план закупок ракет Хонсанъо для вооружения эсминцев серий KDX-II/III:
| Этап производства | Сроки этапа | Количество ракет | Примечание |
| ----------------- | ----------- | ---------------- | ---------- |
| Этап 1            | 2010-2012   | 60-70            | -          |
| Этап 2            | 2013-2015   | неизвестно       | -          |

## Носители
В рамках программы по развитию военно-морской защиты от Северной Кореи планируется оснастить «Красными акулами» корабли ВМС Южной Кореи следующих классов:
- Эскадренные миноносцы типа «Чхунмугон Ли Сунсин» (KDX-II) — по 8 ракет
- Эскадренные миноносцы типа «Король Сёджон» (KDX-III) — по 16 ракет